# Tonatico
Tonatico est une municipalité de l'État de Mexico, au Mexique. Elle couvre une superficie de 91,724 km2 et compte 12 324 habitants en 2015.